# Godefroy Loyer
Le père Godefroy Loyer, né en 1660 et décédé en 1715 était un prêtre français qui voyagea en Afrique de l'Ouest.
Il passa deux années à Assinie, de juin 1701 à mars 1703.
Il étudia le sens du fétichisme africain, prouvant son caractère non-théiste.
Il fut le premier Préfet apostolique de cette région.

## Ouvrages
- Relation du voyage du royaume d'Issyny, Côte d'Or, païs de Guinée, en Afrique. La description du païs, les inclinations, les mœurs & la religion des habitans : avec ce qui s'y est passé de plus remarquable dans l'établissement que les Français y ont fait, chez A. Seneuze et Jean-Raoul Morel, Paris, 1714 Relation du voyage du royaume d'Issyny, Côte d'Or, païs de Guinée, en Afrique (lire en ligne)